# 고바리번
고바리 번(일본어: 小張藩 고바리한[*])은 일본 에도 시대 전기 히타치국 쓰쿠바 군(筑波郡) 고바리(현 이바라키현 쓰쿠바미라이시 고바리)에 위치했던 번이다.

## 번의 역사
센고쿠 시대 고바리는 오다 가문(小田氏)와 다가야 가문(多賀谷氏)이 격돌했던 곳이다. 게이초 8년(1603년) 도토미 구노 번주였던 마쓰시타 시게쓰나가 무단으로 거성의 성벽(돌담)을 축조한 일로 막부에게서 징벌적인 이봉을 명령받고 고바리의 1만 6천 석 영지로 들어와서 고바리 번을 세웠다. 시게쓰나는 그 후 오사카 전투에서 도쿠가와 군(徳川軍) 측에 속하여 거둔 전공으로 겐나 9년(1623년) 3월에 시모쓰케국 가라스야마 번으로 옮겨가게 되었고, 이에 따라 고바리 번은 일단 폐지되었다.
엔포 7년(1679년) 오규 마쓰다이라 노리마사가 1만 석의 후다이 다이묘가 되어 고바리에 1만 석으로 들어와서 고바리 번을 다시 세웠다. 노리마사는 쇼군 도쿠가와 이에쓰나의 고쇼(小姓)로 당시 5천 석의 하타모토가 되어 있었으나, 그해 와카도시요리로 영전하면서 히타치국 가와치 군(河内郡)・마카베 군(真壁郡) 내 등지의 5천 석 소령을 추가로 받고 다이묘의 반열에 올랐던 것이다. 덴나 원년(1681년) 7월 시모우사 국 유키군 내의 5천 석 소령을 추가로 받았다. 그리고 그 이듬해인 덴나 2년(1682년) 시나노 고모로번으로 옮겨가게 되었고, 이에 따라 고바리 번은 완전히 폐지되었던 것이다.

## 역대 번주
마쓰시타 가문
1. 마쓰시타 시게쓰나(松下重綱) 재위 1603년 ~ 1623년

폐번 1623년 ~ 1679년
오규 마쓰다이라 가문
1. 마쓰다이라 노리마사(松平乗政) 재위 1679년 ~ 1682년

## 같이 보기
- 번 (행정 구역)